# Ercheu
Ercheu – miejscowość i gmina we Francji, w regionie Hauts-de-France, w departamencie Somma.
Według danych na rok 1990 gminę zamieszkiwało 709 osób, a gęstość zaludnienia wynosiła 50 osób/km² (wśród 2293 gmin Pikardii Ercheu plasuje się na 403. miejscu pod względem liczby ludności, natomiast pod względem powierzchni na miejscu 226.).